# Eugenia schatzii
Eugenia schatzii är en myrtenväxtart som beskrevs av J.S.Mill.. Eugenia schatzii ingår i släktet Eugenia och familjen myrtenväxter.
Artens utbredningsområde är Madagaskar. Inga underarter finns listade i Catalogue of Life.